# 宇宙的終極命運
宇宙的終極命運是物理宇宙學中一個主要的議題。許多科學理論都對宇宙的命運作出預測並成為競爭的對手，包括未來與時間是有限還是無限。
自從宇宙起源於大爆炸並經歷暴脹的概念為大多數科學家接受之後，宇宙的終極命運就成為宇宙論可以探討的問題，取決於物理上的性質：在宇宙中的質量/能量，它們的平均密度和膨脹速度。

## 脫穎而出的科學基礎

### 理論

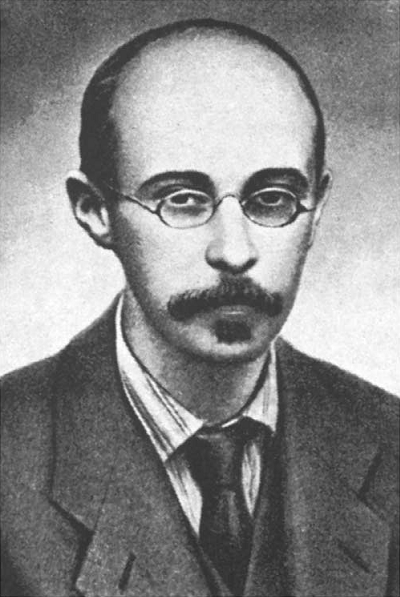
亞歷山大·弗里德曼

在阿爾伯特·愛因斯坦於1916年提出廣義相對論之後，宇宙的終極命運在科學上成為能夠探討的問題，可以用廣義相對論來描述有最大規模的宇宙尺度。廣義相對論的方程有許多不同的解，每個解都意味著一種可能的宇宙終極命運。 亞歷山大·弗里德曼在1922年就提出了一些如同喬治·勒梅特在1927年提出的解。其中有一些宇宙最初是從奇點開始膨胀，基本上，這就是大爆炸。

### 觀測
在1931年，愛德溫·哈伯出版他研究的結論：根據他對遙遠星系造父變星的觀測，宇宙是膨脹的。此後，宇宙的開始和它可能的結束就成為科學研究的重要議題。

### 大爆炸和穩態理論
在1927年，喬治·勒梅特提出以後被稱為大爆炸的宇宙起源理論。在1948年，弗雷德·霍伊爾提出了反對的穩態理論，認為宇宙在統計上是穩定不變的，但是不斷的有新物質被穩定的創造而擴大。這兩個理論都有積極的贊同者，直到1965年阿諾·彭齊亞斯和羅伯特·威爾遜發現宇宙微波背景輻射，這是大爆炸理論預測的一個事實，並且是穩態理論所無法解釋的。結果，大爆炸理論很快就成為宇宙起源最普遍被接受和持有的觀點。

## 宇宙的形狀

宇宙的最終命運取決於物質密度Ω_{M}以及暗能量密度Ω_{Λ}.

根據天文觀測和宇宙學理論，可以對可觀測宇宙未來的演化作出預言。均勻各向同性的宇宙的膨脹滿足1930年代所提出的FLRW度規。根據這一方程（不考慮暗能量的時候），物質的引力會導致宇宙的膨脹減速。宇宙的最終命運決定於物質的多少：如果物質密度超過臨界密度，宇宙的膨脹最後會停止，並逆轉為收縮，最終形成與大爆炸相對的一個「大擠壓」（英语：Big crunch）；如果物質密度等於或低於臨界密度，則宇宙會一直膨脹下去。另外，宇宙的幾何形狀也與密度有關： 如果密度大於臨界密度，宇宙的幾何應該是封閉的；如果密度等於臨界密度，宇宙的幾何是平直的；如果宇宙的密度小於臨界密度，宇宙的幾何是開放的。並且，宇宙的膨脹總是減速的。
然而，上述說法只考慮了物質質量之數量，而並未考慮暗能量的數值，即是只代表了ΩΛ=0而ΩM分別為不同數值的情況。若然ΩΛ也考慮在內的話，開放宇宙（曲率為負）即使Ω＜０也可以到達大擠壓，封閉宇宙（曲率為正）即使Ω＞０也可以永遠加速膨脹。在ΛCDM模型成立之前提下，相關常數之最新觀測值表示，宇宙曲率接近平坦，膨脹速度則在加速。

## 宇宙的穩定性

繪圖顯示，宇宙是否穩定，還是只是長壽泡沫，這要依希格斯玻色子與頂夸克的質量而定。直至2012年為止，從兆電子伏特加速器與大型強子對撞機實驗數據得到的2σ橢圓，仍舊允許這兩種可能結局。

研究宇宙的本質與未來命運已經持续很多年了。描述宇宙的科學模型都會將宇宙的亚稳定性納入考量，也就是說宇宙很可能擁有很長的壽命，但並不是完全穩定，空間某些區域可能在未來某個時刻被摧毀，因此倒塌成為一種更加穩定的真空態。假若能夠更準確地测出希格斯玻色子與頂夸克的質量、標準模型能夠正確地描述粒子的物理行為甚至到普朗刻尺度的極端能量，則可以得知宇宙的現有真空態是否穩定，或仅仅只是长寿（有時這會被误解為「希格斯玻色子終結了宇宙」）。而質量大約在125 – 127 GeV值域內的希格斯玻色子似乎非常接近分割穩定區域與亞穩定區域的邊界。更明確的答案仍需等待更準確地測量頂夸克的极点质量。
假若測量結果建議，宇宙的真空是一種伪真空，則這意味著當今宇宙的作用力、粒子、架構可能不再存在，在幾十億年之後，可能會被另外一種宇宙（若它能成核）全盤替代。準確測量頂夸克質量可能需要新一代高端精密的正負電子對撞機。

## 延伸讀物

### 非小品類
- Adams, Fred; Gregory Laughlin. . Simon & Schuster Australia. 2000. ISBN 0-684-86576-9.
- Barrow, John D.; Gregory Laughlin. . Oxford University Press. 1986. ISBN 0-19-282147-4.
- Chaisson, Eric. . Harvard University Press. 2001. ISBN 0-674-00342-X.
- Davies, Paul. . Basic Books. 1997. ISBN 0-465-03851-4.
- Dyson, Freeman. . Harper Perennial. 2004. ISBN 0-06-039081-6.
- Gardner, James N., 2005, "The Physical Constants as Biosignature: An anthropic retrodiction of the Selfish Biocosm Hypothesis," International Journal of Astrobiology.
- Goldstein, Martin, and Inge F., 1993. The Refrigerator and the Universe. Harvard Univ. Press. Esp. chpt. 15.
- Guth, Alan. . Addison-Wesley. 1998. ISBN 0-201-32840-2.
- Harrison, Edward. . Cambridge University Press. 2003. ISBN 0-521-77351-2.
- Hawking, Stephen. . Bantam. 1998. ISBN 0-553-38016-8.
- Layzer, David. . Oxford University Press. 1991. ISBN 0-19-506908-0.
- Linde, Andrei. . Taylor & Francis. 1990. ISBN 3-7186-0490-6.
- Penrose, Roger. . Alfred A. Knopf. 2004. ISBN 0-679-45443-8.
- Prigogine, Ilya; Isabelle Stengers. . Random House. 1984. ISBN 0-394-54204-5.
- Prigogine, Ilya. . World Scientific Publishing. 2003. ISBN 981-238-508-8.
- Smolin, Lee. . Oxford University Press. 1997. ISBN 0-19-512664-5.
- Smolin, Lee. . Phoenix. 2001. ISBN 0-7538-1261-4.
- Tipler, Frank. . Doubleday. 1994. ISBN 0-385-46799-0.
- Davies, Paul. . Simon & Schuster UK. 1992. ISBN 0-671-71069-9.
- Islam, Jamal Nazrul. . Cambridge. 1983. ISBN 0-521-24814-0.

### 科幻
- Anderson, Poul. Tau Zero.
- Asimov, Isaac. The Last Question.
- Barrow, John D. Impossibility.
- Baxter, Stephen. Vacuum Diagrams, Deep Future, Manifold: Time, Exultant, and others.
- Modesitt, L. E., Jr. Gravity Dreams.

## 外部連結
- Baez, J., 2004, "The End of the Universe（页面存档备份，存于）".
- Caldwell, R. R., Kamionski, M., and Weinberg, N. N., 2003, "Phantom Energy and Cosmic Doomsday,（页面存档备份，存于）" Physical Review Letters 91.
- Hjalmarsdotter, Linnea, 2005, "Cosmological parameters."
- George Musser. . Scientific American. 2010, 303 (3): 84–91  [2012-12-25]. PMID 20812485. doi:10.1038/scientificamerican0910-84. （原始内容存档于2012-10-18）.
- Vaas, R., 2006, "Dark Energy and Life's Ultimate Future,（页面存档备份，存于）" in Burdyuzha, V. (ed.) The Future of Life and the Future of our Civilization. Springer: 231–247.
- A Brief History of the End of Everything（页面存档备份，存于）, a BBC Radio 4 series.
- Cosmology at Caltech.